# Élections municipales serbes de 2012
Les élections municipales serbes de 2012 (en serbe cyrillique : Локални избори у Србији 2012. ; en serbe latin : Lokalni izbori u Srbiji 2012.) ont eu lieu le 6 mai 2012, en même temps que le premier tour de l'élection présidentielle, que les élections législatives et que les élections provinciales en Voïvodine.

## Contexte
Selon les termes de la Constitution de Serbie, la présidente de l'Assemblée nationale, à l'époque Slavica Đukić Dejanović, signe le 13 mars 2013 la décision de convoquer des élections locales pour les conseillers des assemblées des municipalités, des villes et de l'assemblée de la ville de Belgrade pour la date du 6 mai 2012.
Était exclues de l'élection, celle des conseillers des assemblées municipales d'Aranđelovac, de Bor, Vrbas, Vrnjačka Banja, Knjaževac, Kovin, Kosjerić, Kosovska Mitrovica, Leposavić, Negotin, Novo Brdo, Odžaci, Peć, Prijepolje et Ruma ainsi que celle des conseillers de l'assemblée de la ville dePriština, déjà élus entre 2008 et 2012, ou celles des conseillers de la municipalité de Kula, élus le 29 février 2012.
Dans la lignée de la résolution 1244 des Nations unies, le Gouvernement de la Serbie, en collaboration avec la MINUK, organise également ces élections sur le territoire de la Province autonome du Kosovo et de la Métochie. Certaines personnalités officielles de pays de l'Union européenne expriment leur désaccord d'en appeler à des élections au Kosovo et en Métochie[réf. nécessaire].
Les élections locales sont observées par le Congrès des pouvoirs locaux et régionaux du Conseil de l'Europe[réf. nécessaire].

## Résultats dans les cinq plus grandes villes de Serbie

### Belgrade

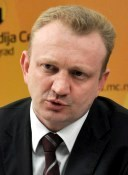
Dragan Đilas, le maire de Belgrade

À la suite des élections du 6 mai 2012, les 110 sièges de l’assemblée de la ville de Belgrade étaient répartis de la manière suivante :
| Partis                                              | Sièges |
| --------------------------------------------------- | ------ |
| Un choix pour un meilleur Belgrade (DS et alliés)   | 48     |
| Donnons de l'élan à Belgrade (SNS et alliés)        | 37     |
| Parti démocrate de Serbie (DSS)                     | 12     |
| Parti socialiste de Serbie (SPS) – Serbie unie (JS) | 9      |
| Parti des retraités unis de Serbie (PUPS)           | 4      |

Dragan Đilas, membre du DS, a été réélu maire de Belgrade.

### Novi Sad
En 2012, les 78 sièges de l'assemblée de la ville de Novi Sad, par groupes, se répartissaient de la manière suivante :
| Partis | Sièges |
| --- | ------ |
| Un choix pour un meilleur Novi Sad - Bojan Pajtić (DS et alliés)                                                                          | 17     |
| Donnons de l'élan à Novi Sad (SNS et alliés)                                                                                              | 17     |
| Ligue des sociaux-démocrates de Voïvodine (LSV)                                                                                           | 12     |
| Tous pour Novi Sad | 9      |
| Parti socialiste de Serbie (SPS) – Parti des retraités unis de Serbie (PUPS) - Serbie unie (JS) - Parti social-démocrate de Serbie (SDPS) | 7      |
| Troisième Serbie | 6      |
| Parti démocrate de Serbie (DSS) | 5      |
| Parti radical serbe (SRS) | 5      |

Мilоš Vučеvić, membre du Parti progressiste serbe (SNS), a été élu maire de Novi Sad.

### Niš
En 2012, les 61 sièges de l'assemblée de la ville de Niš se répartissaient de la manière suivante :
| Partis                           | Sièges |
| -------------------------------- | ------ |
| Parti progressiste serbe (SNS)   | 17     |
| Parti démocrate (DS)             | 15     |
| Régions unies de Serbie (URS)    | 11     |
| Parti socialiste de Serbie (SPS) | 10     |
| Parti démocrate de Serbie (DSS)  | 4      |
| Parti libéral démocrate (LDP)    | 4      |

Zoran Perišić, membre du Parti progressiste serbe (SNS) a été élu maire de Niš.

### Kragujevac

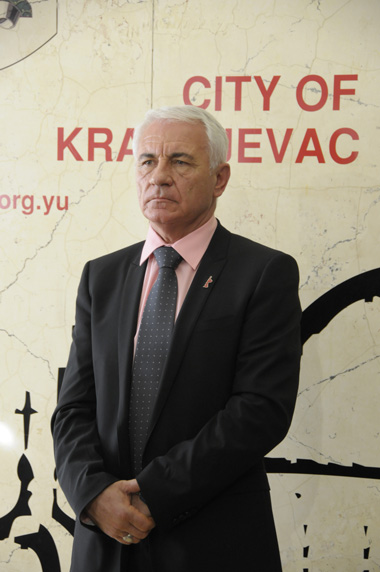
Veroljub Stevanović, le maire de Kragujevac

En 2012, les 87 sièges de l'assemblée de la ville de Kragujevac se répartissaient de la manière suivante, :
| Partis                                                             | Sièges |
| ------------------------------------------------------------------ | ------ |
| Ensemble pour Kragujevac (ZZK)                                     | 37     |
| Donnons de l'élan à la Serbie (SNS et alliés)                      | 18     |
| Un choix pour une vie meilleure (DS et alliés)                     | 12     |
| Parti socialiste de Serbie (SPS) et alliés                         | 10     |
| Parti libéral démocrate (LDP) - Mouvement serbe du renouveau (SPO) | 5      |
| Parti démocrate de Serbie (DSS)                                    | 5      |

Veroljub Stevanović, président du parti Ensemble pour la Šumadija (ZZŠ) et vice-président de la coalition politique des Régions unies de Serbie (URS), a été réélu maire de Kragujevac.

### Subotica
En 2012, les 67 sièges de l'assemblée de la ville de Subotica se répartissaient de la manière suivante :
| Partis                                                                        | Sièges |
| ----------------------------------------------------------------------------- | ------ |
| Alliance des Magyars de Voïvodine (SVM)                                       | 16     |
| Un choix pour une vie meilleure (DS et alliés)                                | 13     |
| Donnons de l'élan à Subotica (SNS et alliés)                                  | 8      |
| Liste pour la Serbie                                                          | 5      |
| Parti socialiste de Serbie (SPS) - Parti des retraités unis de Serbie (PUPS)  | 5      |
| Ligue des sociaux-démocrates de Voïvodine (LSV)                               | 4      |
| Ligue démocratique des Croates de Voïvodine (DSHV)                            | 4      |
| Parti social-démocrate de Serbie (SPDS) et Mouvement serbe du renouveau (SPO) | 3      |
| Parti libéral-démocrate (LDP)                                                 | 3      |
| Subotica au cœur                                                              | 3      |
| Indépendants                                                                  | 2      |
| Mouvement de l'espoir magyar                                                  | 1      |

Modest Dulić, membre du Parti démocrate (DS) a été élu maire de Subotica.

## Résultats dans les autres «villes» de Serbie
| Emblème | Ville             | District          | Maire Gradonačelnik/Gradonačelnica | Parti                         | Sigle |
| ------- | ----------------- | ----------------- | ---------------------------------- | ----------------------------- | ----- |
|         | Valjevo           | Kolubara          | Stanko Terzić                      | Parti socialiste de Serbie    | SPS   |
|         | Vranje            | Pčinja            | Zoran Antić                        | Parti socialiste de Serbie    | SPS   |
|         | Zaječar           | Zaječar           | Boško Ničić                        | Régions unies de Serbie       | URS   |
|         | Zrenjanin         | Banat central     | Ivan Bošnjak (en)                  | Parti progressiste serbe      | SNS   |
|         | Jagodina          | Pomoravlje        | Ratko Stevanović                   | Serbie unie                   | JS    |
|         | Kraljevo          | Raška             | Dragan Jovanović                   | Parti progressiste serbe      | SNS   |
|         | Kruševac          | Rasina            | Bratislav Gašić                    | Parti progressiste serbe      | SNS   |
|         | Leskovac          | Jablanica         | Goran Cvetanović                   | Parti progressiste serbe      | SNS   |
|         | Loznica           | Mačva             | Vidoje Petrović                    | Régions unies de Serbie       | URS   |
|         | Novi Pazar        | Raška             | Meho Mahmutović                    | Parti démocratique du Sandžak | SDP   |
|         | Pančevo           | Banat méridional  | Svetozar Gavrilović                | Parti socialiste de Serbie    | SPS   |
|         | Požarevac         | Braničevo         | Miomir Ilić                        | Parti socialiste de Serbie    | SPS   |
|         | Smederevo         | Podunavlje        | Jasna Avramović                    | Mouvement pour Smederevo      | PZS   |
|         | Sombor            | Bačka occidentale | Nemanja Delić                      | Parti démocrate               | DS    |
|         | Sremska Mitrovica | Syrmie (Srem)     | Branislav Nedimović                | Parti démocrate ?             | DS ?  |
|         | Užice             | Zlatibor          | Saša Milošević                     | Parti progressiste serbe      | SNS   |
|         | Čačak             | Moravica          | Vojislav Ilić                      | Nouvelle Serbie               | NS    |
|         | Šabac             | Mačva             | Miloš Milošević                    | Parti démocrate               | DS    |

## Résultats dans les municipalités

### Municipalités de la ville de Belgrade
| Emblème | Municipalité | Statut      | Président(e) Predsednik/Predsednica | Parti                      | Sigle |
| ------- | ------------ | ----------- | ----------------------------------- | -------------------------- | ----- |
|         | Barajevo     | Périurbaine | Branka Savić                        | Parti démocrate            | DS    |
|         | Čukarica     | Urbaine     | Zoran Gajić                         | Parti démocrate            | DS    |
|         | Grocka       | Périurbaine | Dragoljub Simonović                 | Parti progressiste serbe   | SNS   |
|         | Lazarevac    | Périurbaine | Dragan Alimpijević                  | Parti socialiste de Serbie | SPS   |
|         | Mladenovac   | Périurbaine | Dejan Čokić                         | Parti démocrate            | DS    |
|         | Novi Beograd | Urbaine     | Aleksandar Šapić                    | Parti démocrate            | DS    |
|         | Obrenovac    | Périurbaine | Miroslav Čučković                   | Régions unies de Serbie    | URS   |
|         | Palilula     | Urbaine     | Stojan Nikolić                      | Parti démocrate            | DS    |
|         | Rakovica     | Urbaine     | Milosav Miličković                  | Parti progressiste serbe   | SNS   |
|         | Savski venac | Urbaine     | Dušan Dinčić                        | Parti démocrate            | DS    |
|         | Sopot        | Périurbaine | Živorad Milosavljević               | Parti socialiste de Serbie | SPS   |
|         | Stari grad   | Urbaine     | Dejan Kovačević                     | Parti démocrate            | DS    |
|         | Surčin       | Périurbaine | Vesna Šalović                       | Parti socialiste de Serbie | SPS   |
|         | Voždovac     | Urbaine     | Dragan Vukanić                      | Parti progressiste serbe   | SNS   |
|         | Vračar       | Urbaine     | Branimir Kuzmanović                 | Parti démocrate            | DS    |
|         | Zemun        | Urbaine     | Branislav Prostran                  | Parti progressiste serbe   | SNS   |
|         | Zvezdara     | Urbaine     | Edip Šerifov                        | Parti démocrate            | DS    |

### En Serbie centrale
| Emblème | Municipalité        | District   | Président(e) Predsednik/Predsednica | Parti                                  | Sigle |
| ------- | ------------------- | ---------- | ----------------------------------- | -------------------------------------- | ----- |
|         | Bor                 | Bor        | Nebojša Videnović                   | Régions unies de Serbie                | URS   |
|         | Kladovo             | Bor        | Radovan Arežina                     | Parti socialiste de Serbie             | SPS   |
|         | Majdanpek           | Bor        | Dragan Popović                      | Parti démocrate                        | DS    |
|         | Negotin             | Bor        | Milan Uruković                      | Parti socialiste de Serbie             | SPS   |
|         | Veliko Gradište     | Braničevo  | Dragan Milić                        | Indépendant                            |       |
|         | Golubac             | Braničevo  | Zoran Pajkić                        | Parti démocrate                        | DS    |
|         | Malo Crniće         | Braničevo  | Dragan Mitić                        | ?                                      |       |
|         | Žabari              | Braničevo  | Miodrag Filipović                   | Indépendant                            |       |
|         | Petrovac na Mlavi   | Braničevo  | Radiša Dragojević                   | Parti socialiste de Serbie             | SPS   |
|         | Kučevo              | Braničevo  | Zoran Milekić                       | Parti progressiste serbe               | SNS   |
|         | Žagubica            | Braničevo  | Saša Ognjanović                     | Parti socialiste de Serbie             | SPS   |
|         | Bojnik              | Jablanica  | Ivan Stojanović                     | Parti progressiste serbe               | SNS   |
|         | Lebane              | Jablanica  | Zoran Ilić                          | Régions unies de Serbie                | URS   |
|         | Medveđa             | Jablanica  | Slobodan Drašković                  | Indépendant ?                          |       |
|         | Vlasotince          | Jablanica  | Nebojša Stojanović                  | Parti socialiste de Serbie             | SPS   |
|         | Crna Trava          | Jablanica  | Slavoljub Blagojević                | Parti démocrate de Serbie              | DSS   |
|         | Osečina             | Kolubara   | Nenad Stevanović                    | G17 Plus                               | G17+  |
|         | Ub                  | Kolubara   | Darko Glišić                        | Parti progressiste serbe               | SNS   |
|         | Lajkovac            | Kolubara   | Živorad Bojičić                     | Parti socialiste de Serbie             | SPS   |
|         | Mionica             | Kolubara   | Dragan Gavrilović                   | Parti socialiste de Serbie             | SPS   |
|         | Ljig                | Kolubara   | Miodrag Starčević                   | Parti socialiste de Serbie             | SPS   |
|         | Bogatić             | Mačva      | Slobodan Savić                      | Parti démocrate                        | DS    |
|         | Vladimirci          | Mačva      | Vladica Marković                    | Parti démocrate                        | DS    |
|         | Koceljeva           | Mačva      | Veroljub Matić                      | Indépendant ?                          |       |
|         | Mali Zvornik        | Mačva      | Miodrag Lazić                       | Parti socialiste de Serbie             | SPS   |
|         | Krupanj             | Mačva      | Rade Grujić                         | Parti socialiste de Serbie             | SPS   |
|         | Ljubovija           | Mačva      | Miroslav Mićić                      | Parti socialiste de Serbie             | SPS   |
|         | Gornji Milanovac    | Moravica   | Milisav Mirković                    | Indépendant                            |       |
|         | Lučani              | Moravica   | Mladomir Sretenović                 | Parti démocrate                        | DS    |
|         | Ivanjica            | Moravica   | Milomir Zorić                       | Indépendant                            |       |
|         | Aleksinac           | Nišava     | Grujica Veljković                   | Régions unies de Serbie                | URS   |
|         | Svrljig             | Nišava     | Milija Miletić                      | Parti paysan unifié                    | USS   |
|         | Merošina            | Nišava     | Sanja Stajić                        | Régions unies de Serbie                | URS   |
|         | Ražanj              | Nišava     | Dobrica Stojković                   | Nouvelle Serbie                        | NS    |
|         | Doljevac            | Nišava     | Goran Ljubić                        | Régions unies de Serbie                | URS   |
|         | Gadžin Han          | Nišava     | Saša Đorđević                       | Parti socialiste de Serbie             | SPS   |
|         | Vladičin Han        | Pčinja     | Goran Mladenović                    | Parti progressiste serbe               | SNS   |
|         | Surdulica           | Pčinja     | Novica Tončev                       | Indépendant                            |       |
|         | Bosilegrad          | Pčinja     | Vladimir Zaharijev                  | Parti démocrate de Serbie              | DSS   |
|         | Trgovište           | Pčinja     | Nenad Krstić                        | Parti progressiste serbe               | SNS   |
|         | Bujanovac           | Pčinja     | Nagip Arifi                         | Parti démocrate ?                      | DS    |
|         | Preševo             | Pčinja     | Ragmi Mustafa                       | Parti démocratique des Albanais        | DPA   |
|         | Bela Palanka        | Pirot      | Goran Miljković                     | Parti démocrate                        | DS    |
|         | Pirot               | Pirot      | Vladan Vasić                        | Coalition pour Pirot                   | KZP   |
|         | Babušnica           | Pirot      | Saša Stamenković                    | Parti progressiste serbe               | SNS   |
|         | Dimitrovgrad        | Pirot      | Vladica Dimitrov                    | Parti démocrate                        | DS    |
|         | Smederevska Palanka | Podunavlje | Radoslav Milojičić Kena             | Parti démocrate                        | DS    |
|         | Velika Plana        | Podunavlje | Dejan Šulkić                        | Parti démocrate de Serbie              | DSS   |
|         | Ćuprija             | Pomoravlje | Radosav Đorđević                    | Indépendant                            |       |
|         | Paraćin             | Pomoravlje | Saša Paunović                       | Parti démocrate                        | DS    |
|         | Svilajnac           | Pomoravlje | Predrag Milanović                   | Parti démocrate                        | DS    |
|         | Despotovac          | Pomoravlje | Dejan Nenadović                     | Parti socialiste de Serbie             | SPS   |
|         | Rekovac             | Pomoravlje | Predrag Đorđević                    | Parti socialiste de Serbie             | SPS   |
|         | Varvarin            | Rasina     | Zoran Milenković                    | Mouvement serbe du renouveau           | SPO   |
|         | Trstenik            | Rasina     | Miroslav Aleksić                    | Régions unies de Serbie                | URS   |
|         | Ćićevac             | Rasina     | Zlatan Krkić                        | Parti démocrate                        | DS    |
|         | Aleksandrovac       | Rasina     | Dragan Blagojević                   | Parti progressiste serbe               | SNS   |
|         | Brus                | Rasina     | Zoran Obradović                     | Parti socialiste de Serbie             | SPS   |
|         | Vrnjačka Banja      | Raška      | Boban Đurović                       | Parti progressiste serbe               | SNS   |
|         | Raška               | Raška      | Jovan Čorbić                        | ?                                      |       |
|         | Tutin               | Raška      | Šemsudin Kučević                    | Parti démocratique du Sandžak          | SDP   |
|         | Aranđelovac         | Šumadija   | Bojan Radović                       | Parti progressiste serbe               | SNS   |
|         | Topola              | Šumadija   | Dragan Jovanović                    | Nouvelle Serbie                        | NS    |
|         | Rača                | Šumadija   | Dragana Živanović                   | Indépendante                           |       |
|         | Batočina            | Šumadija   | Radiša Milošević                    | Parti démocrate                        | DS    |
|         | Knić                | Šumadija   | Borislav Busarac                    | Parti démocrate                        | DS    |
|         | Lapovo              | Šumadija   | Nebojša Miletić                     | Parti démocrate                        | DS    |
|         | Prokuplje           | Toplica    | Ljubiša Đurković                    | Parti socialiste de Serbie             | SPS   |
|         | Blace               | Toplica    | Radoje Krstović                     | Parti démocrate de Serbie              | DSS   |
|         | Kuršumlija          | Toplica    | Radoljub Vidić                      | Parti progressiste serbe               | SNS   |
|         | Žitorađa            | Toplica    | Goran Stojković                     | Parti démocrate                        | DS    |
|         | Boljevac            | Zaječar    | Nebojša Marjanović                  | Régions unies de Serbie                | URS   |
|         | Knjaževac           | Zaječar    | Mladen Radosavljević                | Parti démocrate ?                      | DS    |
|         | Sokobanja           | Zaječar    | Dimitrije Lukić                     | Parti démocrate                        | DS    |
|         | Bajina Bašta        | Zlatibor   | Zlatan Jovanović                    | Parti radical serbe                    | SRS   |
|         | Kosjerić            | Zlatibor   | Milijan Stojanić                    | Parti progressiste serbe               | SNS   |
|         | Požega              | Zlatibor   | Milovan Mićović                     | Parti démocrate                        | DS    |
|         | Čajetina            | Zlatibor   | Milan Stamatović                    | Parti démocrate de Serbie              | DSS   |
|         | Arilje              | Zlatibor   | Zoran Todorović                     | Parti progressiste serbe               | SNS   |
|         | Nova Varoš          | Zlatibor   | Dimitrije Paunović                  | Parti progressiste serbe               | SNS   |
|         | Prijepolje          | Zlatibor   | Emir Hašimbegović                   | Parti démocratique du Sandžak          | SDP   |
|         | Sjenica             | Zlatibor   | Hazbo Mujović                       | Parti d'action démocratique du Sandžak | SDAS  |
|         | Priboj              | Zlatibor   | Lazar Rvović                        | Parti progressiste serbe               | SNS   |

### En Voïvodine
| Emblème | Municipalité     | District             | Président(e) Predsednik/Predsednica | Parti                             | Sigle    |
| ------- | ---------------- | -------------------- | ----------------------------------- | --------------------------------- | -------- |
|         | Novi Bečej       | Banat central        | Saša Šućurović                      | Parti libéral-démocrate           | LDP      |
|         | Nova Crnja       | Banat central        | Mile Todorov                        | Parti socialiste de Serbie        | SPS      |
|         | Žitište          | Banat central        | Dušan Milićev                       | Parti socialiste de Serbie        | SPS      |
|         | Sečanj           | Banat central        | Predrag Milošević                   | Parti démocrate                   | DS       |
|         | Bačka Topola     | Bačka septentrionale | Melinda Kókai-Mernyák               | Alliance des Magyars de Voïvodine | SVM/VMSZ |
|         | Mali Iđoš        | Bačka septentrionale | Eržebet Celuška-Frindik             | Parti démocrate                   | DS       |
|         | Kanjiža          | Banat septentrional  | Mihály Nyilas                       | Alliance des Magyars de Voïvodine | SVM/VMSZ |
|         | Senta            | Banat septentrional  | Rudolf Ceglédi                      | Alliance des Magyars de Voïvodine | SVM/VMSZ |
|         | Ada              | Banat septentrional  | Zoltán Bilicki                      | Parti démocrate                   | DS       |
|         | Čoka             | Banat septentrional  | Ferenc Balázs                       | ?                                 |          |
|         | Novi Kneževac    | Banat septentrional  | Dragan Babić                        | Parti démocrate                   | DS       |
|         | Kikinda          | Banat septentrional  | Savo Dobranić                       | Parti démocrate                   | DS       |
|         | Srbobran         | Bačka méridionale    | Zoran Mladenović                    | Parti socialiste de Serbie        | SPS      |
|         | Bač              | Bačka méridionale    | Ognjen Marković                     | Parti démocrate                   | DS       |
|         | Bečej            | Bačka méridionale    | Vuk Radojević                       | Parti progressiste serbe          | SNS      |
|         | Vrbas            | Bačka méridionale    | Milan Stanimirović                  | Parti démocrate                   | DS       |
|         | Bačka Palanka    | Bačka méridionale    | Aleksandar Đedovac                  | Parti progressiste serbe          | SNS      |
|         | Bački Petrovac   | Bačka méridionale    | Pavel Marčok                        | Parti démocrate                   | DS       |
|         | Žabalj           | Bačka méridionale    | Čedomir Božić                       | Parti démocrate                   | DS       |
|         | Titel            | Bačka méridionale    | Dragan Božić                        | ?                                 |          |
|         | Temerin          | Bačka méridionale    | Vladislav Capik                     | Parti démocrate                   | DS       |
|         | Beočin           | Bačka méridionale    | Bogdan Cvejić                       | Parti démocrate                   | DS       |
|         | Sremski Karlovci | Bačka méridionale    | Milenko Filipović                   | Parti démocrate                   | DS       |
|         | Plandište        | Banat méridional     | Milan Selaković                     | Parti démocrate                   | DS       |
|         | Opovo            | Banat méridional     | Goran Divljacki ?                   | ?                                 |          |
|         | Kovačica         | Banat méridional     | Miroslav Krišan                     | Parti démocrate                   | DS       |
|         | Alibunar         | Banat méridional     | Dušan Jovanović                     | Parti démocrate                   | DS       |
|         | Vršac            | Banat méridional     | Čedomir Živković                    | Indépendant                       |          |
|         | Bela Crkva       | Banat méridional     | Stanko Petrović                     | ?                                 |          |
|         | Kovin            | Banat méridional     | Slavko Branković                    | Parti démocrate                   | DS       |
|         | Šid              | Syrmie (Srem)        | Nikola Vasić                        | Parti progressiste serbe          | SNS      |
|         | Inđija           | Syrmie (Srem)        | Petar Filipović                     | Parti démocrate                   | DS       |
|         | Irig             | Syrmie (Srem)        | Vladimir Petrović                   | Parti démocrate                   | DS       |
|         | Ruma             | Syrmie (Srem)        | Goran Vuković                       | Parti démocrate                   | DS       |
|         | Stara Pazova     | Syrmie (Srem)        | Đorđe Radinović                     | Parti progressiste serbe          | SNS      |
|         | Pećinci          | Syrmie (Srem)        | Sava Čojčić                         | Régions unies de Serbie           | URS      |
|         | Apatin           | Bačka occidentale    | Živorad Smiljanić                   | Parti socialiste de Serbie        | SPS      |
|         | Odžaci           | Bačka occidentale    | Izabela Šerić                       | Parti démocrate                   | DS       |
|         | Kula             | Bačka occidentale    | Dragan Trifunović                   | Parti progressiste serbe          | SNS      |